# Кампури де Сус (Хунедоара)
Кампури де Сус (рум. Câmpuri de Sus) насеље је у Румунији у округу Хунедоара у општини Гурасада. Oпштина се налази на надморској висини од 339 m.

## Становништво
Према подацима из 2002. године у насељу је живело 116 становника, од којих су сви румунске националности.